# Santa Luzia (Funchal)
Pour les articles homonymes, voir Santa Luzia.
Santa Luzia est une freguesia portugaise située dans la ville de Funchal, dans la région autonome de Madère.
Avec une superficie de 1,34 km2 et une population de 6 695 habitants (2001), la paroisse possède une densité de 4 996,3 hab/km2.